# Tanytarsus funebris
Tanytarsus funebris är en tvåvingeart som beskrevs av Freeman 1959. Tanytarsus funebris ingår i släktet Tanytarsus och familjen fjädermyggor. Inga underarter finns listade i Catalogue of Life.